# Jiaocheng (Lüliang)

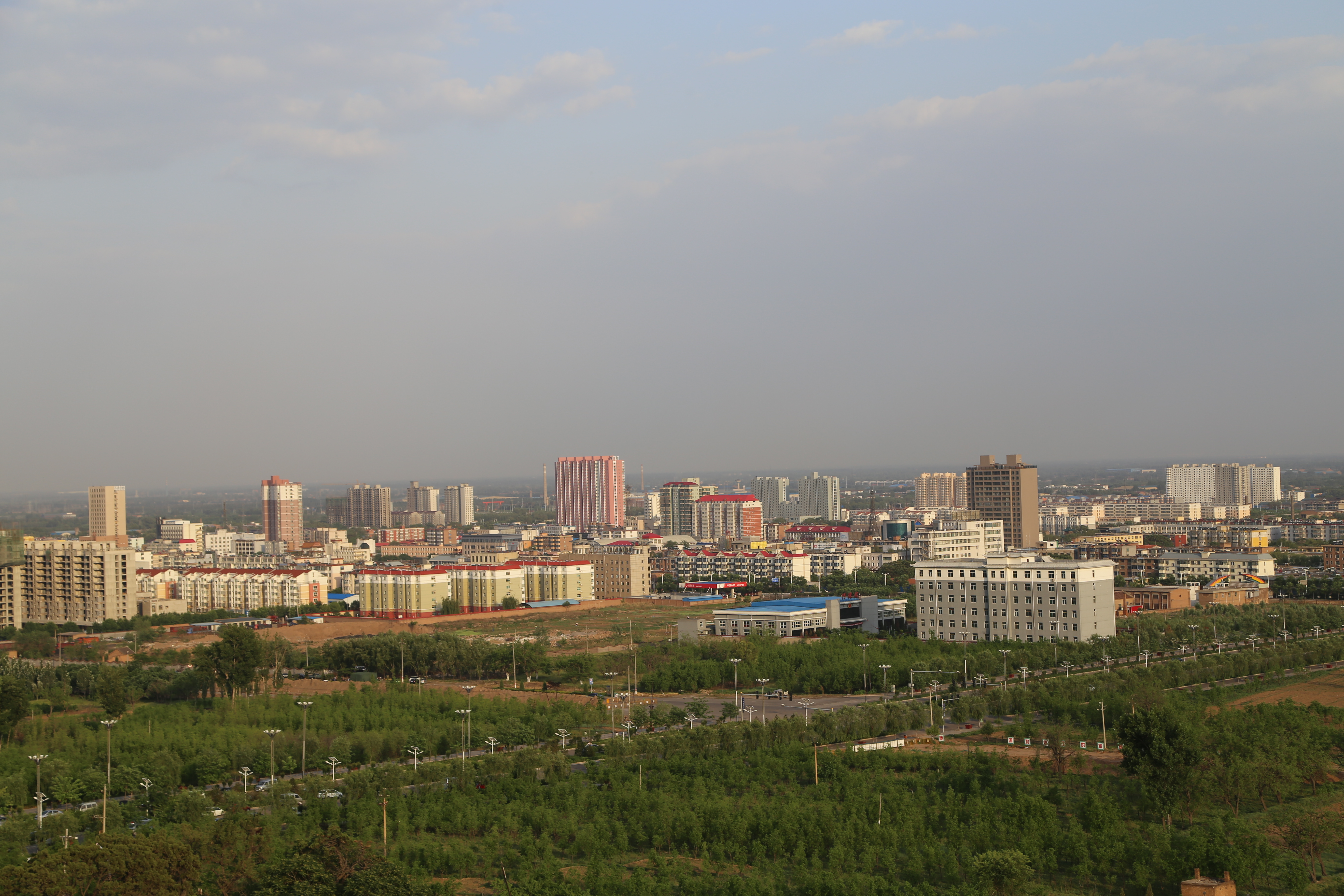
Jiaocheng

Der Kreis Jiaocheng (chinesisch 交城县, Pinyin Jiāochéng Xiàn) ist ein Kreis, der zum Verwaltungsgebiet der bezirksfreien Stadt Lüliang im mittleren Westen der chinesischen Provinz Shanxi gehört. Er hat eine Fläche von 1.830 km² und zählt 226.768 Einwohner (Stand: Zensus 2020). Sein Hauptort ist die Großgemeinde Tianning (天宁镇).